# Isolona linearis
Isolona linearis är en kirimojaväxtart som beskrevs av Couvreur. Isolona linearis ingår i släktet Isolona och familjen kirimojaväxter. Inga underarter finns listade i Catalogue of Life.